# Kwiatków (Otmuchów)
Kwiatków (deutsch Blumenthal) ist ein Dorf der Stadt- und Landgemeinde Otmuchów im Powiat Nyski der Woiwodschaft Opole in Polen.

## Geographie
Das Straßendorf Kwiatków liegt 13 Kilometer südöstlich von Otmuchów (Ottmachau), zwölf Kilometer südwestlich von Nysa (Neisse) und 66 Kilometer südwestlich von Opole (Oppeln). Nördlich des Dorfes liegt der Neisser Stausee.
Nachbarorte von Kwiatków sind im Westen Buków (Bauke), im Osten Siestrzechowice (Grunau) und im Südosten Koperniki (Köppernig).

## Geschichte

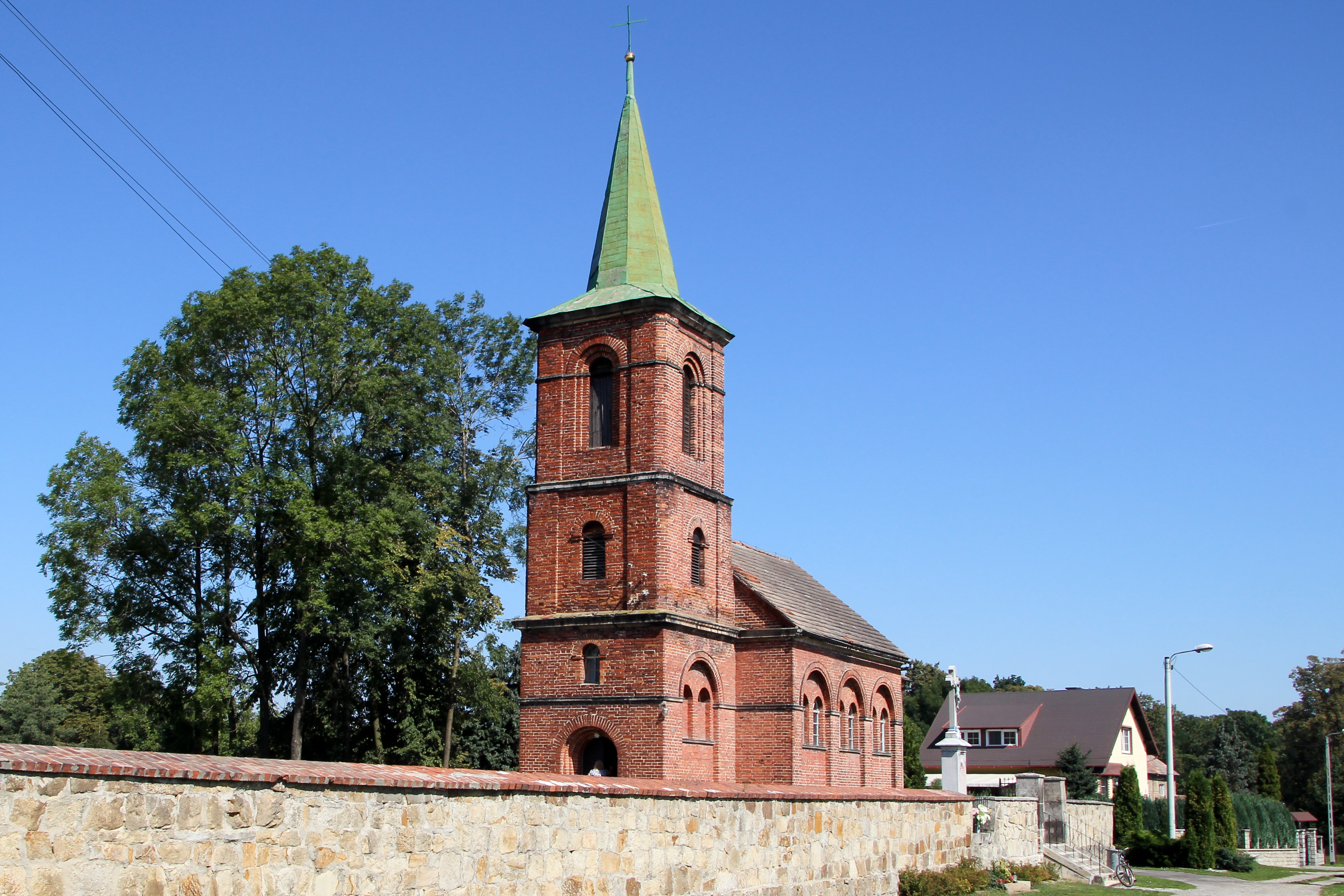
Kirche St. Fabian und Sebastian

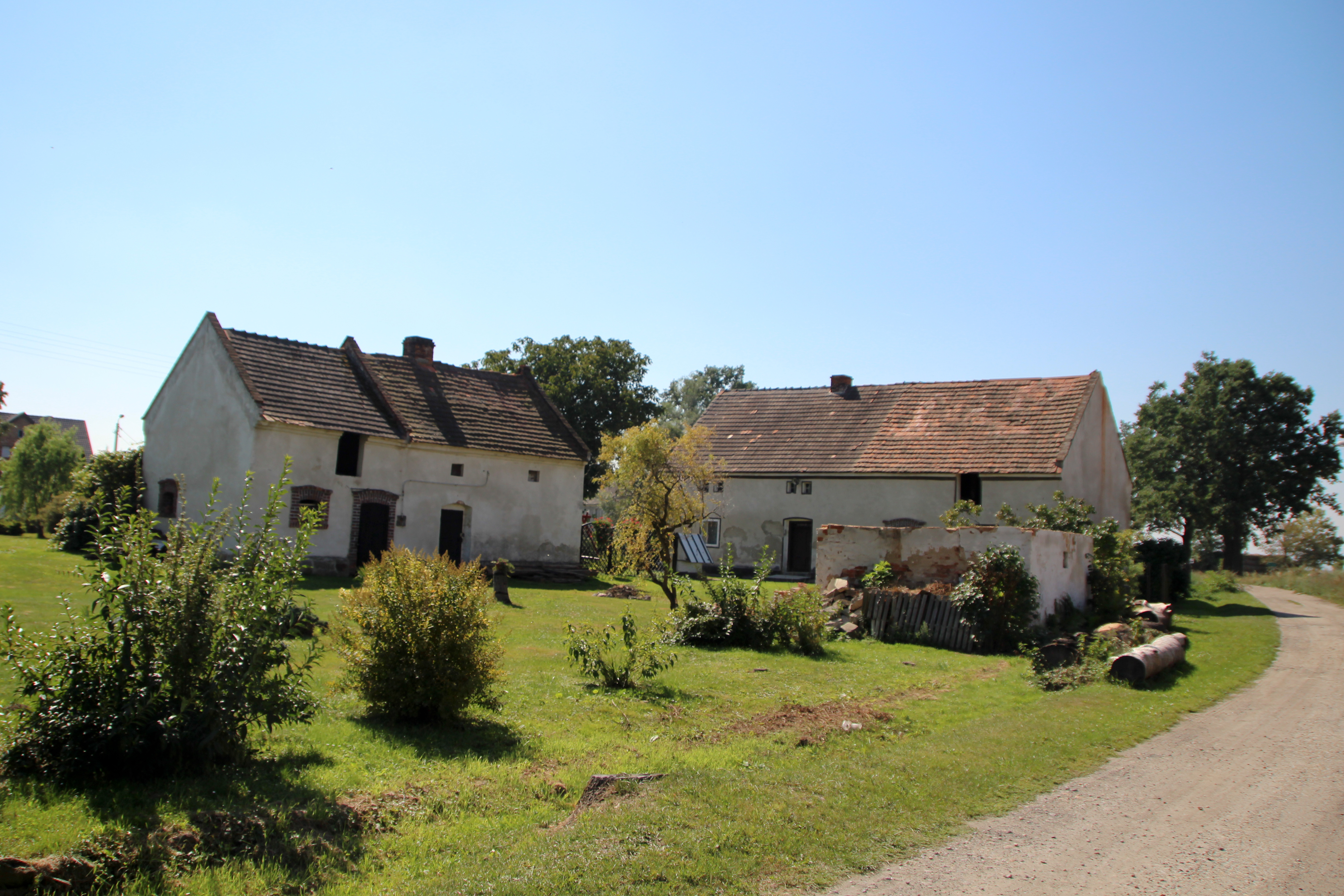
Bauernhof in Kwiatków

Im Zehntregister Liber fundationis episcopatus Vratislaviensis aus den Jahren 1295–1305 wird der Ort erstmals als Blumental erwähnt. Für das Jahr 1312 ist es in der Schreibweise Blumenthal belegt. 1365 wurde der Ort als Blumyntal erwähnt.
1619 entstand im Ort eine steinerne Kapelle. Nach dem Ersten Schlesischen Krieg 1742 fiel Blumenthal mit dem größten Teil Schlesiens an Preußen.
Ab 1816 gehörte Blumenthal zum Landkreis Neisse, mit dem es bis 1945 verbunden blieb. 1845 bestanden im Dorf ein Schloss, eine Kapelle und 17 weitere Häuser. Die Einwohnerzahl lag bei 124, allesamt katholisch. 1855 waren es 118 Einwohner. 1865 wurden elf Gärtner- und zwei Häuslerstellen verzeichnet. Eingeschult waren die Kinder nach Baucke. 1874 wurde der Amtsbezirk Grunau gegründet, dem die Landgemeinden Blumenthal, Grunau und Klein Briesen und den Gutsbezirken Blumenthal, Grunau, Klein Briesen, Forst und Colonie Heidenau eingegliedert wurden. 1885 wurden 111 Einwohner gezählt. 1933 waren es 164 und 1939 143 Einwohner.
Während des Zweiten Weltkriegs bestand in Blumenthal zeitweise ein Arbeitslager.
Als Folge des Zweiten Weltkriegs fiel Blumenthal 1945 wie der größte Teil Schlesiens unter polnische Verwaltung. Nachfolgend wurde es in Kwiatków umbenannt und der Woiwodschaft Schlesien zugewiesen. Die deutsche Bevölkerung wurde, sofern sie nicht vorher geflohen war, weitgehend vertrieben.
1950 wurde Kwiatków der Woiwodschaft Opole eingegliedert. 1999 kam der Ort zum wiedergegründeten Powiat Nyski. 2007 lebten 84 Menschen im Ort.

## Sehenswürdigkeiten
- Die römisch-katholische Kirche St. Fabian und Sebastian (Kościół św. Fabiana i Sebastiana) wurde 1880 erbaut.[9]
- Steinernes Wegekreuz

## Söhne und Töchter
- Alexander von Falkenhausen (1878–1966), preußischer General